# Xenia multipinnata
Xenia multipinnata är en korallart som först beskrevs av Tixier-Durivault 1966.  Xenia multipinnata ingår i släktet Xenia och familjen Xeniidae. Inga underarter finns listade i Catalogue of Life.